# Eumicrotremus
Eumicrotremus es un género de peces de la familia Cyclopteridae. Fue descrito por Theodore Gill en 1862.

## Especies
- Eumicrotremus andriashevi Perminov, 1936
  - E. a. aculeatus Voskoboinikova & Nazarkin, 2015[6]
  - E. a. andriashevi Perminov, 1936
- Eumicrotremus asperrimus (S. Tanaka (I), 1912)
- Eumicrotremus awae (Jordan & Snyder, 1902)
- Eumicrotremus barbatus (Lindberg & Legeza 1955)
- Eumicrotremus derjugini Popov, 1926
- Eumicrotremus fedorovi (Mandritsa, 1991)
- Eumicrotremus gyrinops (Garman, 1892)
- Eumicrotremus jindoensis S. J. Lee, J.-K. Kim, Y. Kai, S. Ikeguchi, & T. Nakabo, 2017
- Eumicrotremus orbis (Günther, 1861)
- Eumicrotremus pacificus P. Y. Schmidt, 1904
- Eumicrotremus phrynoides C. H. Gilbert & Burke, 1912
- Eumicrotremus schmidti Lindberg & Legeza, 1955
- Eumicrotremus spinosus (J. C. Fabricius, 1776)
- Eumicrotremus taranetzi Perminov, 1936
- Eumicrotremus tartaricus Lindberg & Legeza, 1955
- Eumicrotremus terraenovae G. S. Myers & J. E. Böhlke, 1950
- Eumicrotremus tokranovi Voskoboinikova, 2015
- Eumicrotremus uenoi S. J. Lee, J.-K. Kim, Y. Kai, S. Ikeguchi, & T. Nakabo, 2017